# Zandrenslangen
Zandrenslangen (Psammophis) zijn een geslacht van slangen uit de familie Psammophiidae.

## Naam en indeling
De wetenschappelijke naam van de groep werd voor het eerst voorgesteld door Leopold Fitzinger in 1826. Er zijn 34 soorten, inclusief de pas in 2019 beschreven Psammophis afroccidentalis. De groep werd lange tijd tot de familie toornslangachtigen (Colubridae) gerekend, en later tot de Lamprophiidae.
De wetenschappelijke geslachtsnaam Psammophis betekent vrij vertaald zandslangen en is afgeleid van de Griekse worden 'psammos' (zand) en 'ophis' (slang).

## Uiterlijke kenmerken
De lichaamslengte varieert van ongeveer 80 centimeter tot 1,2 meter. De soort Psammophis angolensis blijft wat kleiner en wordt ongeveer 30 tot 40 cm lang, terwijl uitschieters van de soort Psammophis mossambicus kan een lichaamslengte tot 1,8 meter bereiken. De kop is redelijk goed te onderscheiden van het lichaam door de aanwezigheid van een insnoering. De lichaamskleur is meestal bruin met een duidelijk strepenpatroon in de lengte. Het aantal schubbenrijen in de lengte op het midden van de rug is meestal zeventien en soms vijftien, bij de soort Psammophis angolensis zijn elf rijen aanwezig. De dieren hebben 133 tot 201 schubben aan de buikzijde. Onder de staart zijn 58 tot 156 schubben aanwezig.
Binnen de familie Psammophiidae komen zowel niet-giftige als opistogliefe geslachten voor. Deze laatste hebben verlengde en gegroefde tanden in de bovenkaak, ongeveer onder het oog. Bovendien hebben ze gifklieren. Het gif wordt ingekauwd met behulp van de verlengde tanden.
De mannelijke exemplaren van alle zandrenslangen, dus ook van het geslacht Psammophis, worden gekenmerkt door hun kleine hemipenes, die wormachtig zijn en maar drie tot vier subcaudalen lang. Beide seksen worden verder gekenmerkt door het bezit van een van een klep voorziene neusklier die hen in staat stelt tot 'zelfpoetsen'. Bovendien ontbreekt een significant seksueel dimorfisme voor wat betreft de staartlengte, wat het geval lijkt te zijn voor de hele tribus.

## Levenswijze
Zandrenslangen zijn dagactieve jagers die hun prooi met grote snelheid kunnen achtervolgen. Op het menu staan vooral hagedissen zoals echte hagedissen en skinken, vogels en kleine knaagdieren. Als ze worden bedreigd, kan de staart worden afgeworpen als deze wordt vastgepakt. Ook zullen de slangen proberen te bijten. Het gif van zandrenslangen is overigens ongevaarlijk voor mensen.
Het 'zelfpoetsgedrag' houdt het volgende in: vooral als het warm en droog is, meestal na het vervellen en vaak ook na het eten, wrijft het dier met de snuitpunt volgens een vastgelegd patroon langs de onderkant van zijn lichaam, waarbij een kleurloze, snel drogende kliervloeistof wordt aangebracht die via een neusgat wordt afgescheiden. Hoewel het vaak lijkt dat ook de zijkanten van het lijf worden gepoetst, gebeurt dit in feite niet of nauwelijks. Nadat de buikzijde met het ene neusgat gedaan is, wordt meestal onmiddellijk daarna de hele handeling herhaald met het andere neusgat. Dit poetsen heeft een functie als markering door middel van smaak- en geurstoffen van bijvoorbeeld vluchtwegen of territorium, en van soortgenoten in functie van de voortplanting. Daartoe worden de afgescheiden stoffen door contact van de buikzijde op de omgeving of op soortgenoten afgezet.

## Verspreiding en habitat
De soorten komen voor in grote delen van Afrika, Azië en het Midden-Oosten en leven in de landen Afghanistan, Algerije, AngolaAzerbeidzjan, Benin, Botswana, Burkina Faso, Burundi, Cambodja, Centraal-Afrikaanse RepubliekCentraal-Afrikaanse Republiek, Centraal-Afrikaanse Republiek, Centraal-Afrikaanse Republiek, Centraal-Afrikaanse Republiek, Centraal-Afrikaanse Republiek, ChinaCongo-Brazzaville, Congo-Kinshasa, Djibouti, Egypte, Eritrea, Ethiopië, Gabon, Gambia, Ghana, Guinea, Guinee-Bissau, India, IndonesiëIran, Iran, Israël, Ivoorkust, Jemen, Jordanië, Kameroen, Kazachstan, Kenia, Kirgizië, Koeweit, KwaZoeloe-Natal, Laos, Liberia, Libië, Malawi, Mali, Marokko, Mauritanië, Mongolië, Mozambique, Myanmar, Namibië, Nepal, Niger, Nigeria, Oeganda, Oezbekistan, Oman, Pakistan, Rwanda, Saoedi-Arabië, Senegal, Sierra Leone, Soedan, Somalië, Swaziland, Syrië, Tadzjikistan, Tanzania, Thailand, Togo, Tsjaad, Turkmenistan, Verenigde Arabische Emiraten, Vietnam, Zambia, Zimbabwe en Zuid-Afrika.
De habitat bestaat uit droge savannes, scrublands, bossen en graslanden. Ook in door de mens aangepaste streken zoals akkers kunnen de dieren worden aangetroffen.

## Beschermingsstatus
Door de internationale natuurbeschermingsorganisatie IUCN is aan zeventien soorten een beschermingsstatus toegewezen. Zestien van de slangen worden beschouwd als 'veilig' (Least Concern of LC) en een soort als 'gevoelig' (Near Threatened of NT).

## Soorten
Het geslacht omvat de volgende soorten, met de auteur en het verspreidingsgebied.
| Naam                                          | Auteur                           | Verspreidingsgebied |
| --------------------------------------------- | -------------------------------- | --- |
| Psammophis aegyptius                          | Marx, 1958                       | Algerije, Egypte, Libië, Israël, Niger, Tsjaad |
| Psammophis afroccidentalis                    | Trape, Böhme & Mediannikov, 2019 | Mauritanië, Senegal, Gambia, Guinee-Bissau, Guinea, Mali, Ivoorkust, Burkina Faso, Ghana, Togo, Benin, Niger, Nigeria, Tsjaad, mogelijk in Algerije |
| Psammophis angolensis                         | Bocage, 1872                     | Zimbabwe, Botswana, Zuid-Afrika, Mozambique, Namibië, Congo-Kinshasa, Tanzania, Zambia, Angola, Malawi, Ethiopië |
| Psammophis ansorgii                           | Boulenger, 1905                  | Angola |
| Psammophis biseriatus                         | Peters, 1881                     | Somalië, Kenia, Tanzania, Soedan, Ethiopië, Oeganda |
| Psammophis brevirostris                       | Peters, 1881                     | Zuid-Afrika, Swaziland, KwaZoeloe-Natal, Zimbabwe, Botswana, Namibië |
| Psammophis condanarus                         | Merrem, 1820                     | India, Pakistan, Nepal, Myanmar, Laos |
| Psammophis crucifer                           | Daudin, 1803                     | Zuid-Afrika, Zimbabwe, Swaziland, Mozambique |
| Psammophis elegans                            | Shaw, 1802                       | Senegal, Guinee-Bissau, Mali, Burkina Faso, Ghana, Benin, Togo, Nigeria, Centraal-Afrikaanse Republiek, Gambia, Ivoorkust, Kameroen, Mauritanië, Guinea, Burkina Faso, Togo, Niger, Sierra Leone |
| Psammophis indochinensis                      | Smith, 1943                      | Thailand, Myanmar, Cambodja, Vietnam, Laos, Indonesië |
| Psammophis jallae                             | Peracca, 1896                    | Namibië, Botswana, Zuid-Afrika, Zimbabwe, Angola, Zambia, Congo-Kinshasa |
| Psammophis leightoni                          | Boulenger, 1902                  | Zuid-Afrika |
| Psammophis leithii                            | Günther, 1869                    | Pakistan, Afghanistan, India |
| Psammophis leopardinus                        | Bocage, 1887                     | Angola, Namibië, Zambia |
| Psammophis lineatus                           | Duméril, Bibron & Duméril, 1854  | Zimbabwe, Congo-Kinshasa, Congo-Brazzaville, Centraal-Afrikaanse Republiek, Soedan, Senegal, Mali, Guinea, Guinee-Bissau, Burkina Faso, Benin, Togo, Nigeria, Niger, Tsjaad, Ethiopië, Angola, Oeganda, Kameroen, Kenia], Botswana, Tanzania, Gambia, Ghana, Sierra Leone, Ivoorkust, Malawi, Oeganda, Zambia |
| Psammophis lineolatus                         | Brandt, 1838                     | Kazachstan, Azerbeidzjan, Kirgizië, Tadzjikistan, Turkmenistan, Oezbekistan, Afghanistan, Iran, Pakistan, Mongolië, China |
| Psammophis longifrons                         | Boulenger, 1896                  | India |
| Psammophis mossambicus                        | Peters, 1882                     | Nigeria, Kameroen, Tsjaad, Centraal-Afrikaanse Republiek, Soedan, Gabon, Congo-Brazzaville, Congo-Kinshasa, Rwanda, Burundi, Oeganda, Kenia, Tanzania, Angola, Zambia, Mozambique, Malawi, Namibië, Botswana, Zimbabwe, Zuid-Afrika                                                                           |
| Psammophis namibensis                         | Broadley, 1975                   | Angola, Namibië, Zuid-Afrika |
| Psammophis notostictus                        | Peters, 1867                     | Namibië, Angola, Zuid-Afrika, Botswana |
| Psammophis orientalis                         | Broadley, 1977                   | Kenia, Tanzania, Malawi, Mozambique, Zimbabwe, mogelijk in Soedan en Ethiopië |
| Psammophis phillipsii                         | Hallowell, 1844                  | Gambia, Senegal, Guinee-Bissau, Guinea, Sierra Leone, Liberia, Mali, Ivoorkust, Ghana, Togo, Benin, Nigeria, Tanzania |
| Psammophis praeornatus                        | Schlegel, 1837                   | Senegal, Guinee-Bissau, Mali, Burkina Faso, Ivoorkust, Ghana, Togo, Benin, Niger, Nigeria, Kameroen, Centraal-Afrikaanse Republiek |
| Psammophis pulcher                            | Boulenger, 1895                  | Ethiopië, Kenia, Somalië |
| Psammophis punctulatus                        | Duméril, Bibron & Duméril, 1854  | Soedan, Ethiopië, Eritrea, Djibouti, Oeganda, Somalië, Kenia, Tanzania |
| Psammophis rukwae                             | Broadley, 1966                   | Senegal, Kameroen, Algerije, Tanzania, Senegal, Ghana, Gambia, Burkina Faso, Mauritanië, mogelijk in Benin en Niger |
| Afrikaanse zandrenslang (Psammophis schokari) | Forskål, 1775                    | India, Afghanistan, Pakistan, Turkmenistan, Marokko, Algerije, Libië, Egypte, Israël, Mali, Mauritanië, Nigeria, Soedan, Ethiopië, Eritrea, Somalië, Saoedi-Arabië, Oman, Verenigde Arabische Emiraten, Koeweit, Syrië, Jordanië, Irak, Iran, Jemen, mogelijk in Westelijke Sahara, Niger                     |
| Psammophis sibilans                           | Linnaeus, 1758                   | Egypte, Soedan, Ethiopië, mogelijk in Eritrea en Soedan |
| Psammophis subtaeniatus                       | Peters, 1882                     | Namibië, Botswana, Zimbabwe, Mozambique, Congo-Kinshasa, Zuid-Afrika, Swaziland, Angola, Zambia, Malawi, Soedan, Centraal-Afrikaanse Republiek, Ethiopië |
| Psammophis sudanensis                         | Werner, 1919                     | Centraal-Afrikaanse Republiek, Oeganda, Benin, Ghana, Kameroen, Nigeria |
| Psammophis tanganicus                         | Loveridge, 1940                  | Libië, Soedan, Eritrea, Ethiopië, Somalië, Kenia, Oeganda, Tanzania |
| Psammophis trigrammus                         | Günther, 1865                    | Namibië, Angola, Zuid-Afrika |
| Psammophis trinasalis                         | Werner, 1902                     | Namibië, Angola, Botswana, Zuid-Afrika |
| Psammophis zambiensis                         | Hughes & Wade, 2002              | Zambia, Congo-Kinshasa, Angola, Malawi |